# 프레데리크 오뷔르탱
프레데리크 오뷔르탱(프랑스어: Frédéric Auburtin, 1962년 6월 4일 ~ )은 프랑스의 영화 감독, 작곡가이다. 옴니버스 영화 《사랑해, 파리》의 공동 감독으로 참여했고 2014년에 《유나이티드 패션즈》를 연출했다.

## 출연 작품
- 유나이티드 패션즈 (2014)
- 사랑해, 파리 (2006)
- 볼폰 (2003)
- 연못 위의 다리 (1999)
- 연인 (1992)
- 사탄의 태양 아래서 (1987)